# Plaza de la Libertad (Pontevedra)
La Plaza de la Libertad (Praza da Liberdade en gallego) es una plaza situada en el centro de la ciudad española de Pontevedra, en el entorno del barrio de Campolongo.

## Origen del nombre
La plaza recibió su actual nombre a raíz de un movimiento cívico espontáneo surgido tras el asesinato del concejal popular vasco Miguel Ángel Blanco.

## Historia
Antes de la creación de la actual Plaza de la Libertad, el terreno sobre el que se encuentra presentaba una organización desigual. La parte baja oeste, situada detrás del Palacio de Justicia de Pontevedra, estaba asfaltada y delimitada por aceras, y se utilizaba como aparcamiento en superficie. La parte este, ubicada en un terreno en pendiente, era un espacio sin urbanizar, con superficie de tierra, que también se usaba de forma espontánea como área de estacionamiento. El desnivel natural del terreno desde la avenida de Augusto García Sánchez se salvaba mediante una amplia escalinata de granito, enmarcada por sauces llorones, compuesta por dos tramos con descansillos intermedios. Este espacio, de uso funcional pero poco estructurado, fue transformado más adelante en una plaza pública organizada, accesible y con una nueva configuración urbanística.
En 1995, la Junta de Galicia había planificado la construcción de un nuevo edificio para los Juzgados en el espacio que actualmente ocupa la plaza, como una extensión del Palacio de Justicia, y el proyecto estaba a punto de iniciarse. Sin embargo, el nuevo alcalde Juan Luis Pedrosa logró, en el último momento, evitar que el barrio de Campolongo fuera afectado por esta obra y consiguió trasladar el proyecto al barrio de A Parda, que aún no se había desarrollado como tal. Para ello, se llevó a cabo una recalificación acelerada de los terrenos que antes ocupaba la antigua prisión provincial de A Parda.
Después de que se descartara la construcción de un edificio de siete plantas para albergar los juzgados en el espacio de la actual plaza de la Libertad, el Ayuntamiento de Pontevedra decidió urbanizar el terreno. En 1997, se construyó un aparcamiento subterráneo con 415 plazas, el Parking Central inaugurado en 1998, y sobre él se levantó una plaza peatonal en la superficie, que fue denominada posteriormente Plaza de la Libertad.
En 1997, tras el asesinato del concejal popular vasco Miguel Ángel Blanco, un movimiento cívico de ciudadanos de Pontevedra, unidos bajo el nombre "Unidos por la Libertad" y liderados por el periodista David Acevedo, decidió rendir homenaje a las víctimas del terrorismo mediante la creación de un monumento en defensa de la paz y la libertad. La obra, financiada mediante una suscripción popular, se erigió en la recién inaugurada Plaza de la Libertad, un lugar de referencia y gran afluencia. La escultura, realizada por el escultor Marcos López Juncal, fue inaugurada el 23 de mayo de 1999.
En la parte sur de la plaza se instaló una cafetería que funcionó durante numerosos años hasta su cierre en 2017. Actualmente, se proyecta convertir ese espacio en un local social para una federación de vecinos de la ciudad.

## Descripción

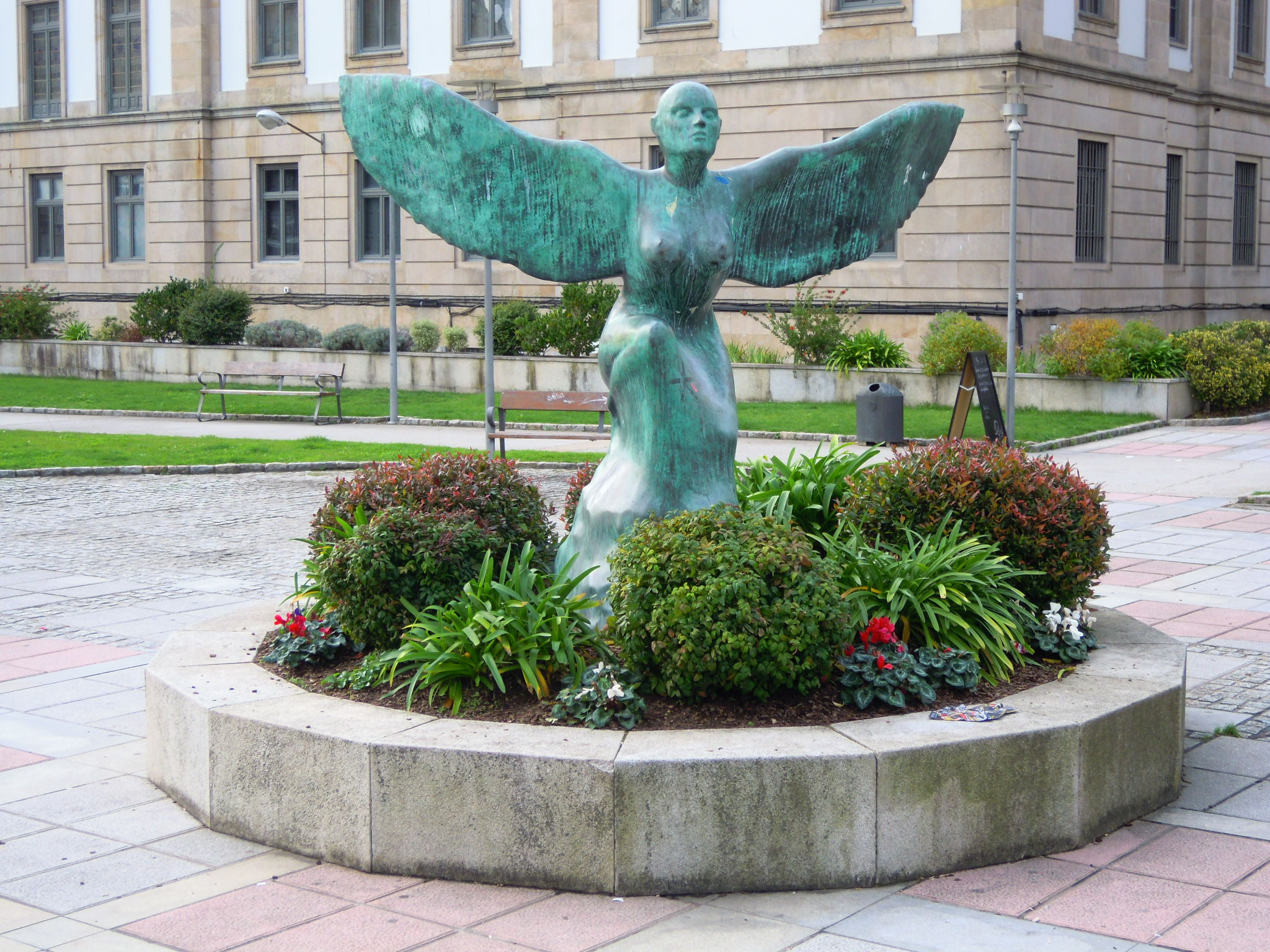
Monumento a la Paz y a la Libertad.

La plaza de la Libertad se encuentra en pleno centro urbano de Pontevedra, al inicio del barrio de Campolongo y en ella confluyen las avenidas Augusto García Sánchez por su lado norte, General Antero Rubín por su lado este y la calle Gagos de Mendoza en su parte sur.
Se trata de una plaza rectangular peatonal de 2700 metros cuadrados construida en la superficie del Parking Central en la parte trasera del Palacio de Justicia de Pontevedra. Este espacio público combina funcionalidad, simbolismo y áreas de descanso en pleno corazón urbano. La plaza se divide en dos zonas bien diferenciadas: un área pavimentada, con baldosas en tonos claros y rojizos, que facilita el flujo peatonal, y una zona ajardinada, con parterres y césped, arbustos, flores y bancos para el descanso. Además, la plaza cuenta con farolas, papeleras y una antigua cafetería con terraza exterior. 
En el centro del espacio, se erige el Monumento a la Paz y la Libertad, una escultura de bronce que representa una figura femenina alada, símbolo de esperanza y libertad. La escultura presenta una figura femenina con los brazos extendidos, transformados en alas, que adopta una postura dinámica sugiriendo movimiento, elevación y liberación. Realizado en bronce, el monumento con un acabado pulido y frío y 2,3 metros de altura, representa una idealización del cuerpo humano y resalta los detalles anatómicos y simbólicos, especialmente las alas. La pátina verdosa que cubre la superficie aporta una sensación de constante diálogo con el paso del tiempo. La mirada de la figura alada, dirigida al cielo, intensifica la sensación de libertad y fe en el futuro.

## Galería de imágenes

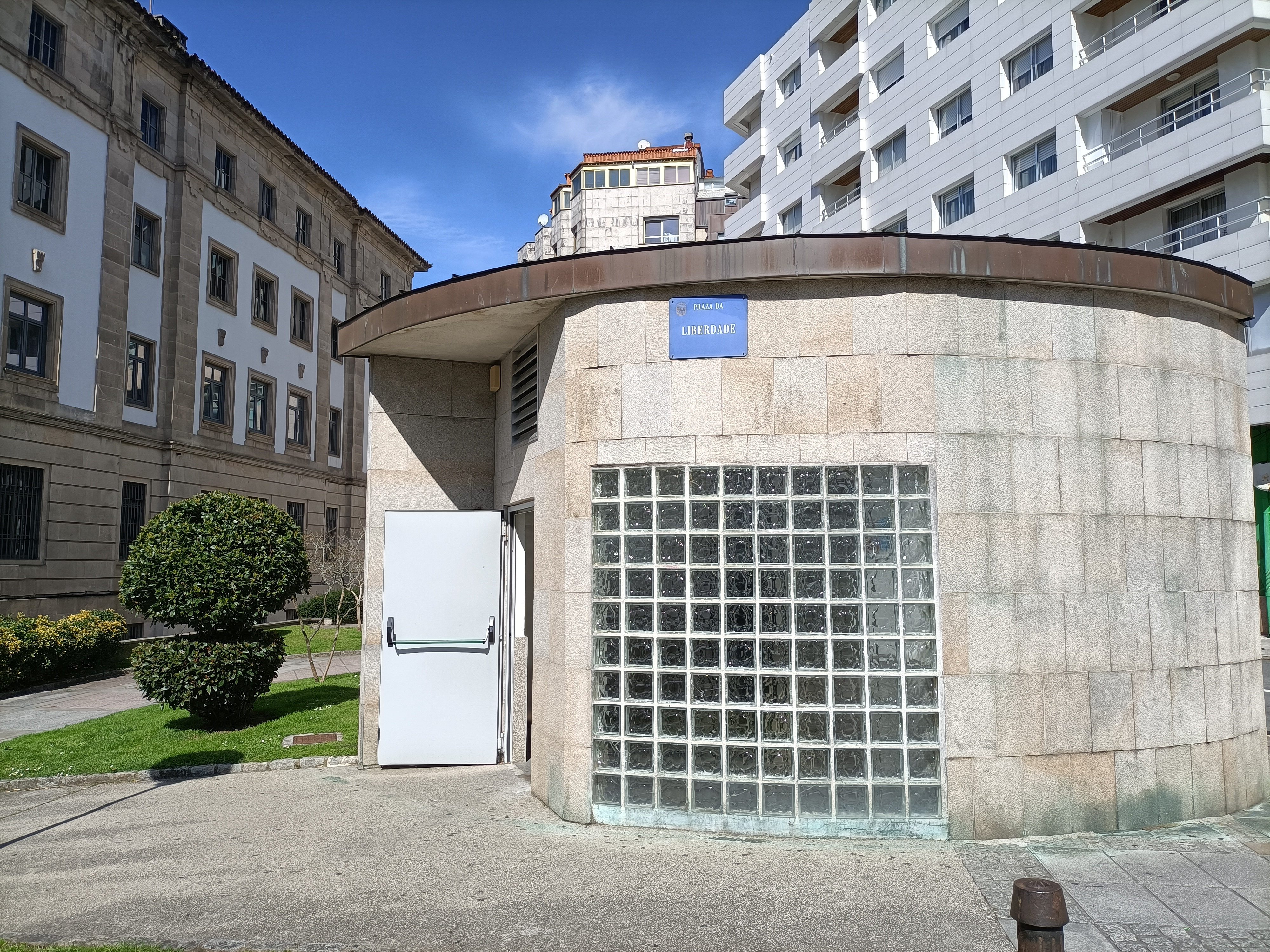
Entrada al Parking Central en la plaza
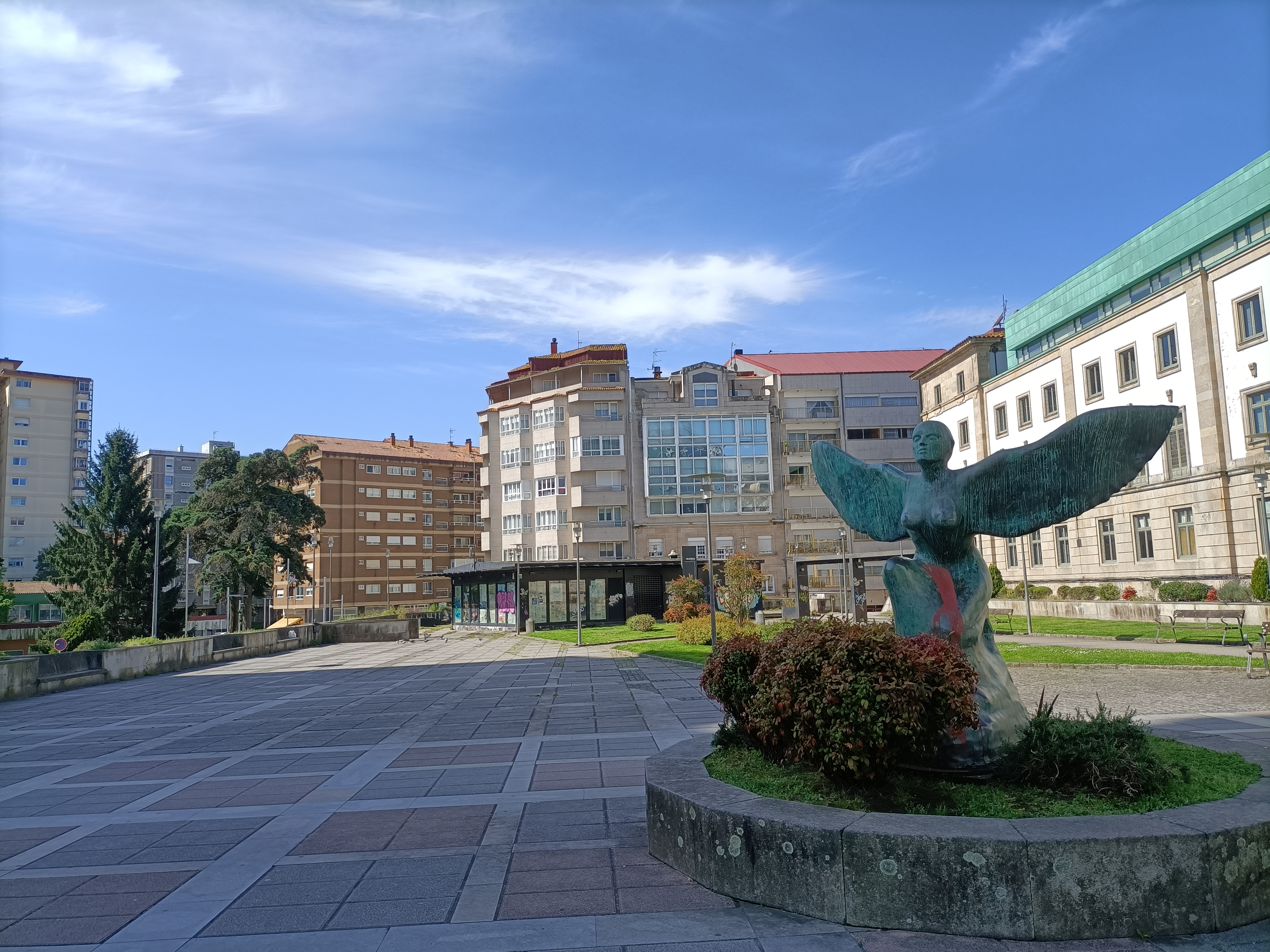
La plaza y el Monumento a la Paz y a la Libertad
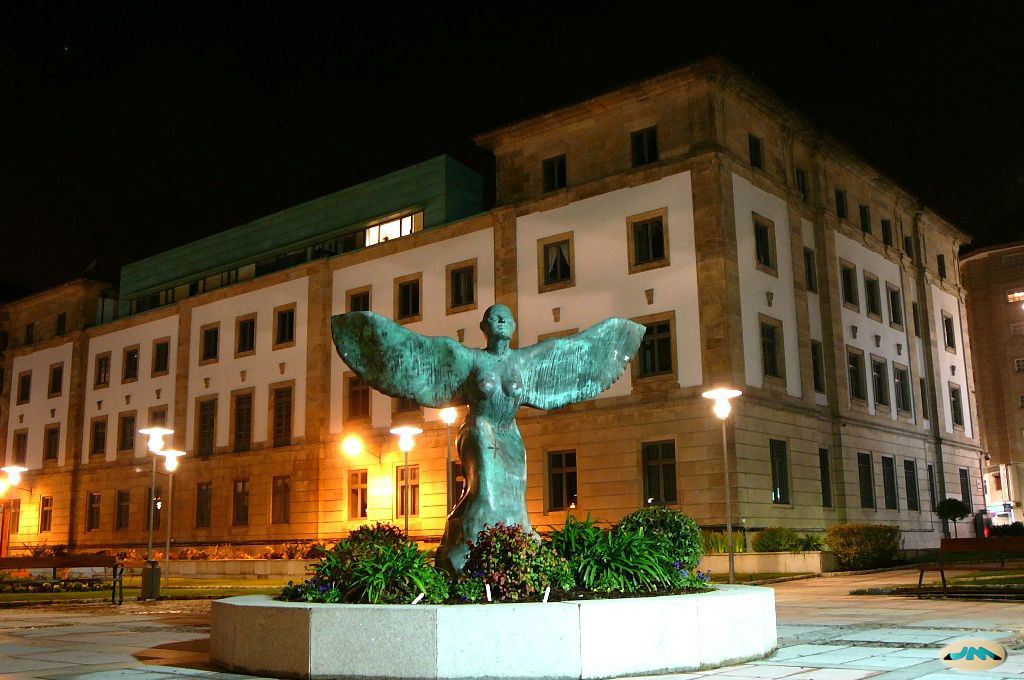
Vista nocturna de la plaza
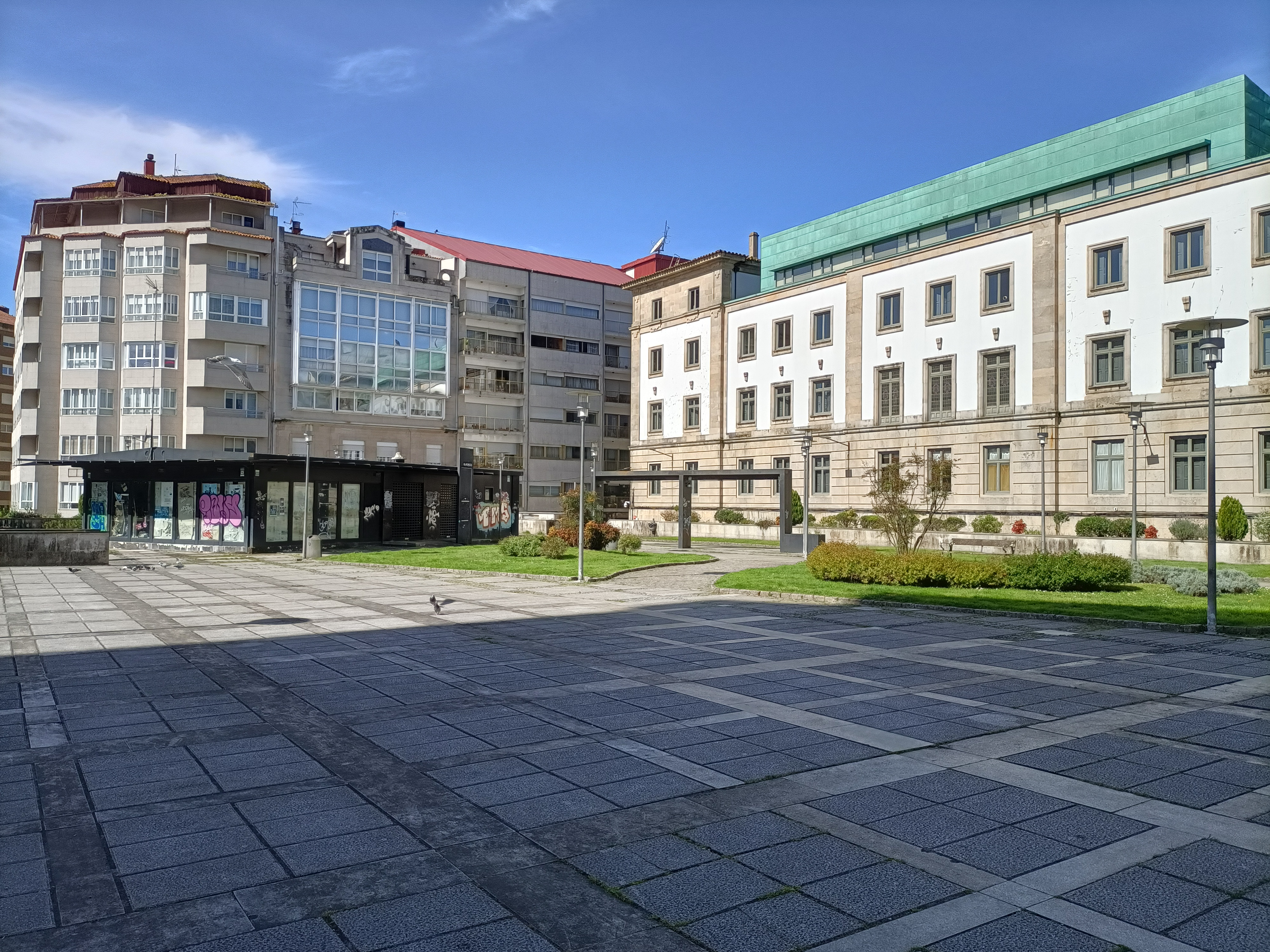
La plaza de la Libertad en 2025
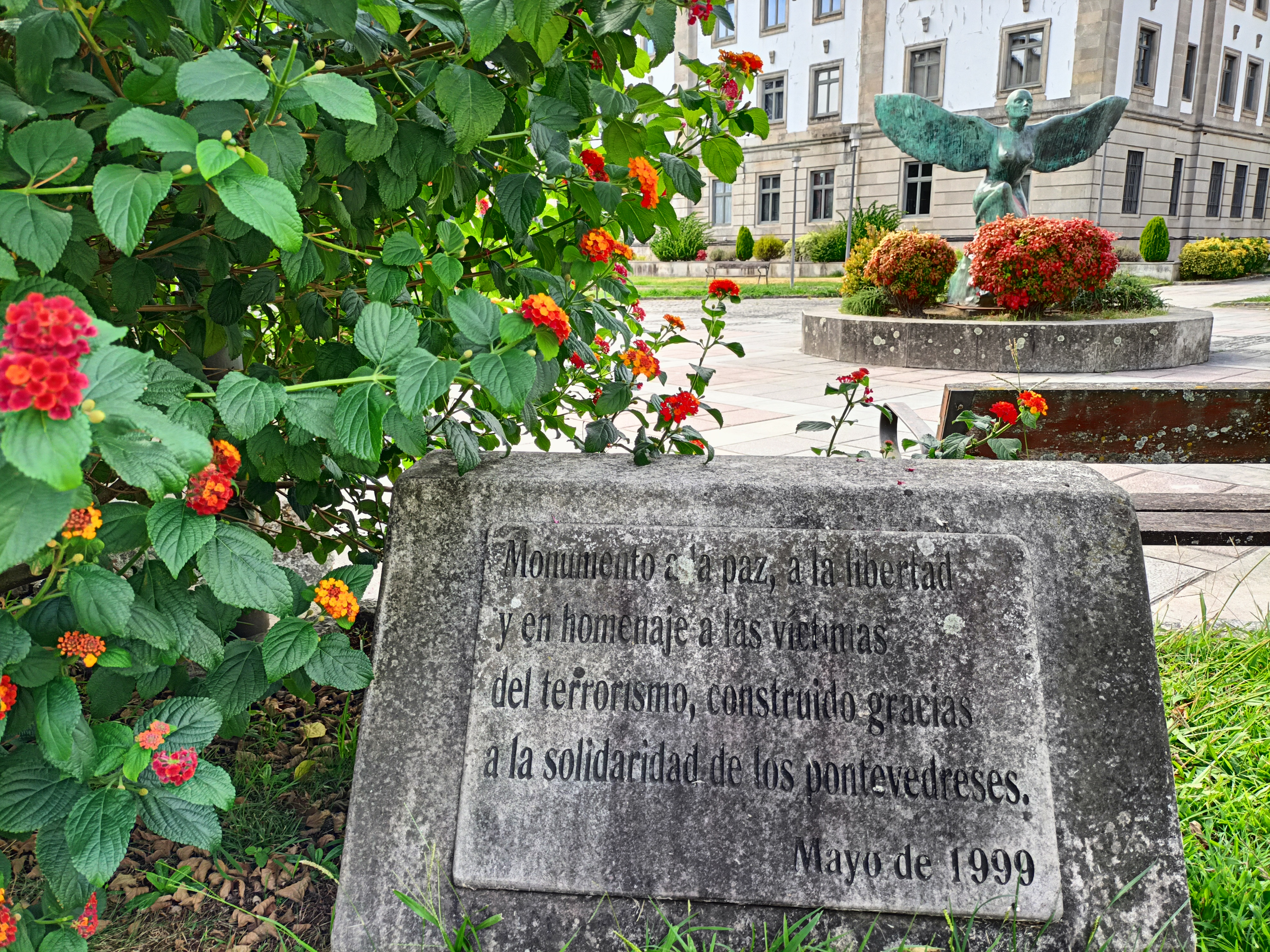
Placa del Monumento a la Paz y a la Libertad
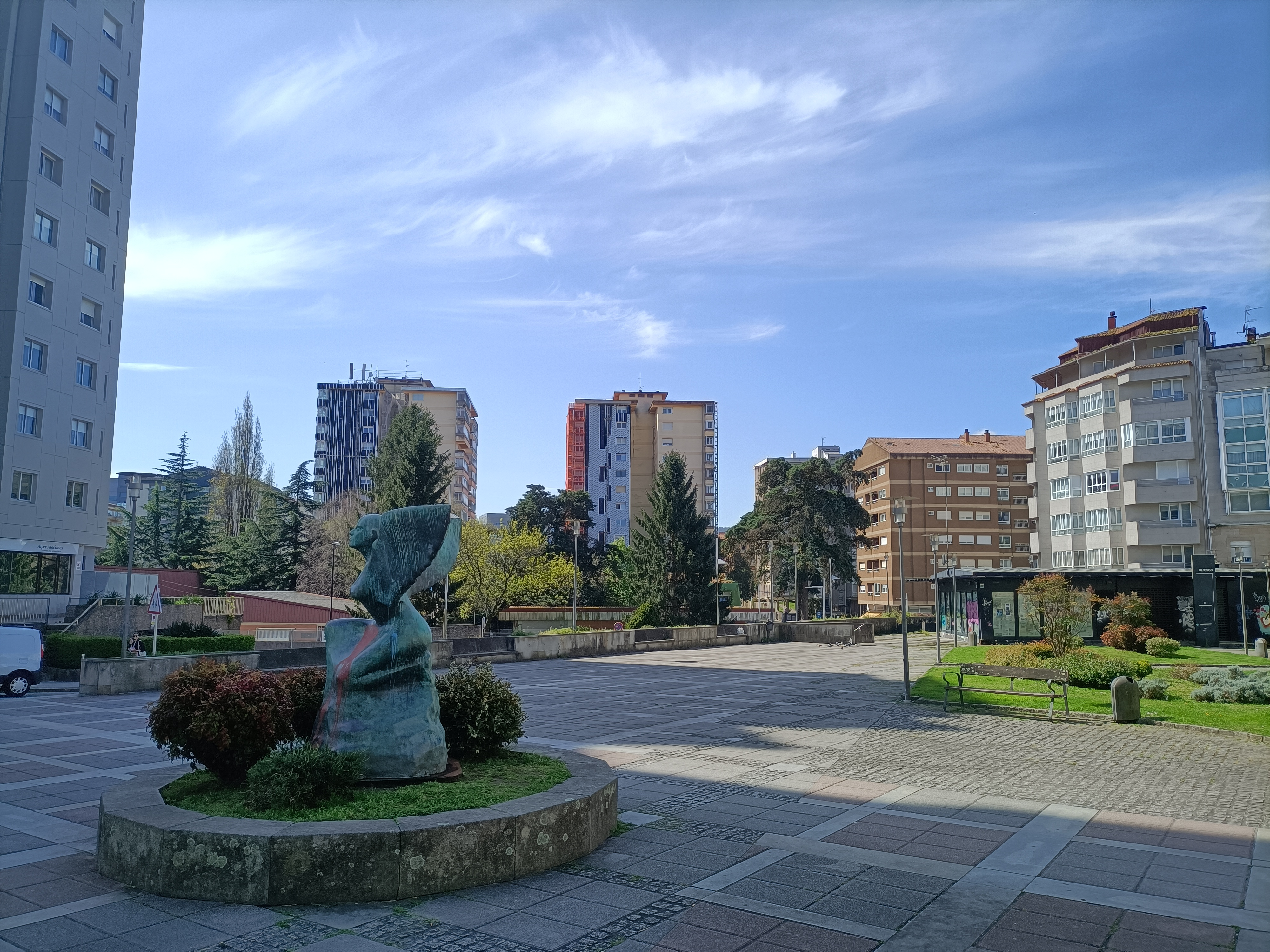
La plaza de la Libertad y el barrio de Campolongo
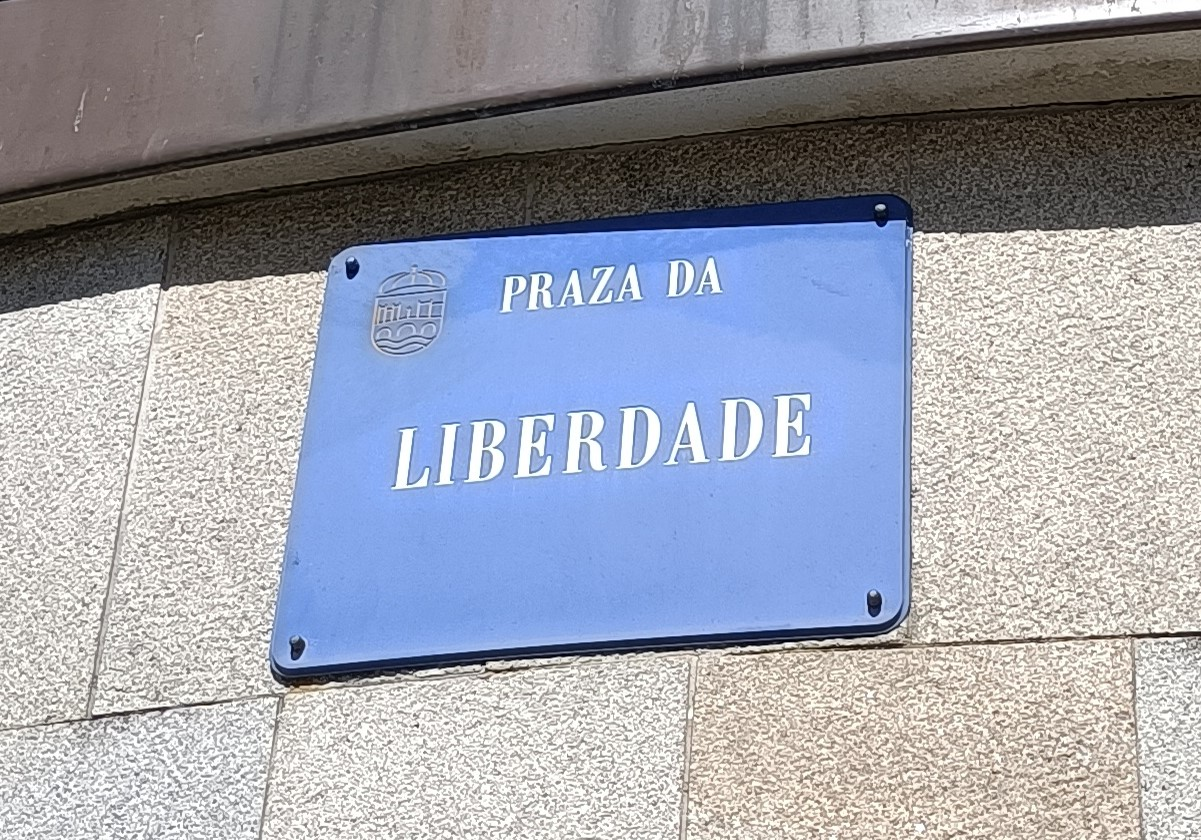
Placa de la Plaza de la Libertad